# エトノゲストレル避妊インプラント
エトノゲストレル避妊インプラント（エトノゲストレルひにんインプラント、英: Etonogestrel birth control implant）は、ネクスプラノン（英: Nexplanon）などの商品名で販売されている、避妊のために使用されるエトノゲストレルを含む棒型の器具である。最も効果的な避妊法の一つであり、1年目の避妊失敗率は約0.05％である。効果は少なくとも3～4年持続し、5年間は効果があるというデータもある。この避妊器具は皮膚の下に埋め込まれる。 取り出した後は、生殖能力はすぐに回復する。
一般的な副作用には、不正出血を含む月経の変化があり、女性の約3分の1は月経が来ないと報告している。肝疾患のある人への使用は推奨されない。エトノゲストレル避妊インプラントは、長期作用型の可逆的な避妊法の一種である。作用機序は、排卵を止め、子宮頸管開口部の粘液を濃くし、子宮内膜を変化させることにより効果がある。
エトノゲストレル避妊インプラントが医薬品として承認されたのは、インドネシアでは1998年であり、米国では2006年である。世界保健機関の必須医薬品リストに収載されている。後発医薬品として入手可能である。開発途上国における卸売価格は約13～89米ドルである。英国の国民保健サービスにかかる費用は約83ポンドである。2023年時点の米国での価格は約625米ドルであり、カナダでは約310カナダドルである。エトノゲストレル避妊インプラントは90カ国以上で承認されており、2010年時点では、世界中で約300万人の女性が使用している。